# Municipio de Sheridan (condado de Clare)
El municipio de Sheridan (en inglés: Sheridan Township) es un municipio ubicado en el condado de Clare en el estado estadounidense de Míchigan. En el año 2010 tenía una población de 1575 habitantes y una densidad poblacional de 16,66 personas por km².

## Geografía
El municipio de Sheridan se encuentra ubicado en las coordenadas 43°51′6″N 84°40′24″O / 43.85167, -84.67333. Según la Oficina del Censo de los Estados Unidos, el municipio tiene una superficie total de 94.53 km², de la cual 93,63 km² corresponden a tierra firme y (0,95 %) 0,9 km² es agua.

## Demografía
Según el censo de 2010, había 1575 personas residiendo en el municipio de Sheridan. La densidad de población era de 16,66 hab./km². De los 1575 habitantes, el municipio de Sheridan estaba compuesto por el 97,14 % blancos, el 1,14 % eran afroamericanos, el 0,32 % eran amerindios, el 0,32 % eran de otras razas y el 1,08 % eran de una mezcla de razas. Del total de la población el 1,97 % eran hispanos o latinos de cualquier raza.